# A Nightmare on Elm Street 2: Freddy's Revenge
A Nightmare on Elm Street 2: Freddy's Revenge (bra: A Hora do Pesadelo 2 - A Vingança de Freddy; prt: Pesadelo em Elm Street II, ou Pesadelo em Elm Street 2) é um filme estadunidense de 1985, dos gêneros drama e terror, dirigido por Jack Sholder, com roteiro de David Chaskin baseado nos personagens criados por Wes Craven.
É a sequência de A Nightmare on Elm Street e o segundo da cinessérie homônima. Os papéis principais são interpretados por Mark Patton, Kim Myers, Robert Rusler e Robert Englund, como o vilão Freddy Krueger. 

## Sinopse
O enredo gira em torno de Jesse Walsh, um adolescente que, depois de se mudar para a antiga casa de Nancy Thompson, começa a ter pesadelos recorrentes com Freddy, até ser possuído pelo assassino, passando a matar por ele no mundo real. 

## Elenco
- Robert Englund .... Freddy Krueger
- Mark Patton .... Jesse Walsh
- Kim Myers .... Lisa Webber
- Robert Rusler .... Ron Grady
- Clu Gulager.... Ken Walsh
- Hope Lange .... Cheryl Walsh
- Marshall Bell .... Coach Schneider
- Melinda O. Fee .... Mrs. Webber
- Tom McFadden .... Mr. Webber
- Sydney Walsh.... Kerry
- Christie Clark .... Angela Walsh

## Produção
Wes Craven o criador da franquia A Hora do Pesadelo recusou-se a trabalhar neste filme, porque ele nunca quis que a franquia continuasse (ele até queria que o primeiro filme tivesse um final feliz). Craven disse também que ele não gosta da ideia de Freddy manipular o protagonista a cometer os assassinatos.

## Recepção

### Bilheteria
Em 1985, o filme estreou em 614 cinemas, arrecadando 2,9 milhões de dólares em seu fim de semana de abertura, ficando em quarto lugar nas bilheterias. Nos Estados Unidos, arrecadou 30 milhões de dólares para um orçamento de 3 milhões.

### Crítica
A reação da crítica ao filme foi inicialmente positiva, mas, ainda assim, algumas avaliações negativas foram publicadas. Janet Maslin, escrevendo para o The New York Times, elogiou o longa-metragem, ressaltando seus "efeitos especiais inteligentes, bom desempenho do protagonista e um vilão de lábia tão boa que o torna praticamente uma história de interesse humano". A resenha também avaliou positivamente a atuação dos atores principais, afirmando: "Sr. Patton e Sra. Myers são heróis adolescentes adoráveis e Sr. Englund realmente transforma Freddy em uma presença bem-vinda. Clu Gulager e Hope Lange têm alguns bons momentos como os pais de Jesse e Marshall Bell faz cara feia como o treinador que chama suas acusações de trastes e que acaba sendo atacado por uma toalha demoníaca."
A revista Variety criticou positivamente a película, afirmando: "O tratamento episódico é estimulado por uma série imaginativa de efeitos especiais. Destaque para a cena sinistra envolvendo o rompimento de um tórax." A People, por sua vez, considerou o filme "uma bagunça entediante e sem humor".
O filme detém atualmente um percentual de 40% de aprovação no Rotten Tomatoes, tendo por base 25 análises de críticos de cinema agregadas pelo site, o que equivale a uma pontuação média de 4,9/10.

## Temas e análises

### Subtexto homoerótico
Especialistas em cinema frequentemente comentam sobre a temática homoerótica do filme, alegando que seu subtexto sugere que Jesse é um homossexual reprimido, o que nunca fica explícito no filme. Eles observam, em particular, as cenas em que o personagem encontra seu professor de ginástica em uma boate gay e sua ida imediata para a casa de um amigo depois de tentar uma relação sexual com a namorada na festa da piscina. Além disso, o ator Mark Patton, que interpreta Jesse, desempenhou um papel muitas vezes descrito como feminino no subgênero, um tropo que se tornou conhecido como "a última garota". Na época de seu lançamento, uma publicação referiu-se ao longa-metragem como "o filme de terror mais gay de todos os tempos". No século 21, tornou-se um filme cult para o público gay.
Patton afirmou que o subtexto gay ficava cada vez mais enfatizado através de reescritas do roteiro, à medida que a produção progredia. "Acabou que se tornou inegável", disse o ator ao BuzzFeed, em 2016. "Estou deitado na cama [como] uma pietà e as velas pingam e se curvam como falos e a cera branca está pingando por toda parte. É como se eu estivesse no centro de um vídeo [...] bukkake. Ele decidiu entrar para o projeto quando soube que os cineastas sabiam que ele era gay, mas que estava no armário. Eles orientaram o ator a interpretar o personagem de tal forma que, combinado com sua atuação como um adolescente gay em Come Back to the Five and Dime, Jimmy Dean, Jimmy Dean no ano anterior, levasse-o a ser tipificado como homossexual. O personagem chamou a atenção para algo que ele evitava discutir e o teria impedido de conseguir papéis mais significativos em Hollywood na década de 1980.
Em particular, Patton culpa o roteirista David Chaskin, o qual afirma que o subtexto surgiu a partir da forma como Patton desempenhou o papel. "Eu adoro quando ele usa a palavra 'subtexto'", afirmou Patton. "Você realmente estudou inglês no colegial? Isso não é um subtexto." Em 2016, ele declarou que Chaskin o "sabotou". "Ninguém jamais afetou minha confiança — os garotos que atiraram pedras em mim, ninguém — mas esse cara fez isso." Chaskin negou durante anos que havia um subtexto gay em seu roteiro. Em vez disso, em certa ocasião, ele declarou a um repórter que Patton simplesmente interpretou o papel de uma forma "muito gay". Devido ao estresse emocional causado pelo filme, Patton deixou a atuação pouco tempo depois e seguiu uma carreira em decoração de interiores.
Em 2015, Patton compareceu à San Diego Comic-Con para participar de um debate sobre essa controvérsia. Na ocasião, o ator concedeu uma entrevista ao portal brasileiro UOL, na qual revelou que o filme o "agrediu por muito tempo" e que ele tem o longa-metragem como "um exemplo de bullying". Em suas palavras: "Apenas nos últimos cinco anos que a opinião do público sobre [o filme] mudou e eu voltei a trabalhar como ator. [...] Continuaram me oferecendo trabalho, contanto que eu continuasse no armário. Várias pessoas vinham me dizer que eu devia agir como hétero". Ele afirmou ainda que não se tratava de "um filme homoerótico e [sim de] um filme homofóbico" e que "[o roteirista] tentou enojar o público hétero com isso e que qualquer subtexto que ele tinha colocado no texto foi arruinado por mim, porque eu era super gay."
Enquanto Chaskin tentava se aproximar e pedir desculpas a Patton ao longo dos anos, no que foi razoavelmente bem sucedido, ele continuava afirmando que a maneira como Patton interpretou Jesse decorreram de "escolhas que ele fez [...] Acredito que ele 'entendeu' [dessa forma] e foi assim que ele decidiu interpretá-lo." Em 2010, o roteirista finalmente admitiu que foi uma escolha deliberada da parte dele. "A homofobia era altíssima e comecei a pensar em nosso público-alvo — garotos adolescentes — e como todas essas coisas [poderiam] estar se infiltrando em suas psiques", explicou ele. "Meu pensamento foi que aproveitar essa angústia daria uma vantagem extra ao horror."
Entretanto, uma cena que teria tornado o subtexto gay mais aparente, foi atenuada. Englund havia se preparado para inserir uma das lâminas de sua luva na boca de Jesse, em vez de meramente acariciar seus lábios com ela, conforme mostrado na versão final da película. Patton não se sentia à vontade com isso. O artista de maquiagem do filme sugeriu a Patton que ele não fizesse a cena dessa forma para proteger sua imagem. Em uma entrevista em fevereiro de 2010 à revista Attitude, Englund afirmou: "... o segundo Nightmare on Elm Street obviamente tem a intenção de ser um filme com tema bissexual. Era início dos anos 80, paranoia pré-Aids. Jesse no conflito entre sair ou não do armário e seus próprios desejos sexuais foram manifestados por Freddy. O amigo dele é objeto de sua afeição. Isso tudo está ali naquele filme. Fizemos sutilmente, mas a escalação de Mark Patton foi intencional também, pois Mark havia saído do armário e feito Come Back to the Five and Dime, Jimmy Dean, Jimmy Dean."
Em um artigo escrito para o AfterElton.com, Brent Hartinger observa que um "debate frequente nos círculos da cultura pop gay é este: até que ponto A Nightmare on Elm Street 2: Freddy's Revenge (a primeira continuação de Elm Street) de 1985 foi, de fato, ‘gay’? As imagens do filme o fazem parecer inconfundivelmente gay — mas os cineastas negaram o tempo todo que essa foi a intenção deles". Durante seu segmento de entrevistas para o documentário Never Sleep Again: The Elm Street Legacy (2010), David Chaskin admitiu que os temas gays foram intencionais, algo que ele havia negado até aquele momento.
O restante do elenco e da equipe afirmaram que não tinham conhecimento de nenhum desses temas na época em que fizeram o filme, mas que uma série de decisões criativas por parte do diretor Jack Sholder trouxe involuntariamente os temas de Chaskin para o primeiro plano. Em entrevista, Sholder declarou: "Eu simplesmente não tinha a autoconsciência para perceber que tudo aquilo poderia ser interpretado como gay". Mark Patton, por sua vez, comentou: "Não acho que Jesse foi originalmente escrito como um personagem gay. Penso que foi algo que aconteceu ao longo do processo por serendipidade." O ator também escreveu uma história intitulada Jesse's Lost Journal, sobre a vida de Jesse depois do filme e lidando com sua homossexualidade.